# Biscogniauxia granmoi
Biscogniauxia granmoi Lar.N. Vassiljeva – gatunek grzybów z rodziny Graphostromataceae.

## Systematyka i nazewnictwo
Pozycja w klasyfikacji według Index Fungorum: Biscogniauxia, Graphostromataceae, Xylariales, Xylariomycetidae, Sordariomycetes, Pezizomycotina, Ascomycota, Fungi.
Po raz pierwszy opisała go w 1998 r. Lar.N. Vassiljeva na drewnie czeremchy Padus asiatica. Nazwą gatunkową uczciła norweskiego mykologa Alfreda Granmo.
W 2024 r. Komisja ds. Polskiego Nazewnictwa Grzybów przy Polskim Towarzystwie Mykologicznym nadała dla rodzaju Biscogniauxia polską nazwę nadrewnik.

## Morfologia
Podkładki wystające przez zewnętrzną warstwę kory, o średnich wymiarach około 10 × 9 mm, o grubości ok. 1 mm i do 1 5 mm na brzegu, o kształcie często okrągłym, ale także bardziej nieregularnym, często sąsiednie podkładki zlewają się z sobą. Zewnętrzna warstwa podkładek dwustronna, z zewnętrzną częścią odpadającą w okresie dojrzałości, z cienkimi kołnierzami kory wokół lekko uniesionego, ostrego brzegu, powierzchnia równa, prawie czarna z mniej lub bardziej wyraźnym brzegiem. Podkładki mają wyraźny, szarobrązowy połysk, szczególnie młode okazy, ostiole niepozorne lub rzucające się w oczy, przeważnie wyraźnie zagłębione, w okresie dojrzałości szerokie. Warstwa otaczająca perytecje jest ciemnobrązowa i składa się z grubościennych komórek o małej średnicy. U podstawy perytecjów komórki o średnicy 5–8 µm, tworzące teksturę typu angularis o średnicy 60–80 µm. We wszystkich strzępkach rozproszone, czarne cząstki o średnicy 10–30 µm. Worki 8-zarodnikowe, cylindryczne, z krótkim trzonkiem, 119–142 × 7–8,5 µm (trzonek o długości 10–34 µm), aparat apikalny 3,5–4,5 × 17 µm, w odczynniku Melzera ciemnoniebieski. Parafizy nitkowate, przeważnie o szerokości 3–4 µm i długości do 270 µm, nierozgałęzione, rzadko rozwidlone na końcach, cienkościenne, z niewielką ilością żółtawej zawartości. Askospory (10–)l 1–13 5(–15) x (4,5–)5–6,5(–7) µm, Q=2–2,3, z 1–2 gutulami, w workach ułożone w jednym rzędzie. Pora rostkowa na całej długości zarodników, widoczna zazwyczaj po bardziej wypukłej stronie, brak galaretowatej osłonki i wyrostka wnęki.

## Występowanie i siedlisko
Występuje w Ameryce Północnej, Europie i Azji. Podano jego stanowiska także w Polsce.
Nadrzewny grzyb pasożytniczy. Znane są jego stanowiska tylko na pniach czeremchy zwyczajnej (Prunus padus, w tym odmiany P. padus var pubescens = Padus asiatica).